# De wals van het toeval
De wals van het toeval (Russisch: Случайный вальс, Sloetsjajnyj vals) is een  Russische dramafilm uit 1990 onder regie van Svetlana Proskoerina. Ze won met deze film de Gouden Luipaard op het filmfestival van Locarno.

## Verhaal
Het leven van Tatjana Prokofjevna is banaal en saai. Om te ontsnappen aan de alledaagse sleur zoekt ze de vriendschap van jonge mannen. Ze verschaft hun onderdak en raakt betrokken bij hun problemen. Haar ex-vriend trouwt intussen met een jongere vriendin. Tatjana wordt gedwongen haar eenzaamheid en verbittering verborgen te houden vanwege haar rol als gastvrouw.

## Rolverdeling
| Acteur              | Personage           |
| ------------------- | ------------------- |
| Alla Sokolova       | Tatjana Prokofjevna |
| Aleksej Serebrjakov | Sergej              |
| Tatjana Bondarjova  | Nadja               |
| Sergej Parapanov    | Gena                |
| Viktor Proskoerin   | Viktor Stepanovitsj |